# Hellbender
Hellbender est un jeu vidéo de simulation développé par Terminal Reality et édité par Microsoft Game Studios, sorti en 1996 sur Windows.

## Accueil
- GameSpot : 6/10[1]